# Gonzalve Petitpierre
Gonzalve A. H. Petitpierre (* 17. April 1805 in Saint-Aubin; † 2. Februar 1870 in Bern; heimatberechtigt in Couvet und Neuenburg) war ein Schweizer Journalist und Politiker.

## Biografie
Gonzalve Petitpierre wurde als Sohn von Henri Petitpierre geboren. Er ging eine Ehe mit Sophie Joséphine Péter ein.

### Journalistische Tätigkeit
Petitpierre begann seine journalistische Laufbahn 1824–1825 als Neuenburger Korrespondent für den Nouvelliste vaudois. Zwischen 1826 und 1830 lebte er in Friesland. Von 1830 bis 1831 war er in Neuenburg und Lausanne als Lehrer für Stenografie tätig. In dieser Zeit trug er zur Veröffentlichung der Debatten des Waadtländer Grossen Rates bei.
1831 gründete er die Zeitung Journal de Neuchâtel. Als gemässigter Republikaner begrüsste Petitpierre den Anschluss des Kantons Neuenburg an die Schweiz, missbilligte jedoch den Aufstand von 1831. Seine kritischen Artikel gegen den König von Preussen, der zugleich Herrscher von Neuenburg war, trugen ihm mehrere Verurteilungen ein und nötigten ihn 1832 zur Flucht nach Bern. In Bern setzte Petitpierre seine Arbeit als Journalist und Stenograf fort und wurde Korrespondent für mehrere ausländische Zeitungen.
1839 wurde er Privatsekretär von Louis-Napoléon Bonaparte, dem späteren französischen Kaiser Napoleon III.

### Politik
Im Jahr 1848 nahm Petitpierre an der Neuenburger Revolution teil. Er gehörte dem Verfassungsrat sowie von 1852 bis 1856 dem Neuenburger Grossen Rat an. 1848 amtierte er als Tagsatzungsgesandter und von 1849 bis 1853 als Ständerat. 1853 wurde er, zweifellos wegen seiner persönlichen Beziehungen zu Napoleon III., von der politischen Bühne verdrängt.